# AMSAT-France
Pour un article plus général, voir AMSAT.
L’AMSAT-France, créée en 1996, était une association à but non lucratif régie par la loi de 1901. Elle est membre associée du Réseau des émetteurs français et fait partie du réseau mondial des AMSAT.
L'association a été dissoute lors d'une assemblée générale extraordinaire le 9 avril 2011 à Seigy. Une nouvelle association l'AMSAT-Francophone (AMSAT-F) a été recréée en décembre 2011 pour la remplacer.
L’association a pour principales missions de :
- faciliter l’accès des radioamateurs aux satellites en particulier et au domaine spatial en général ;
- faire découvrir aux jeunes les techniques spatiales et radio électriques ;
- participer aux projets internationaux amateurs et radioamateurs ;
- lancer et soutenir de nouveaux projets de satellites radioamateurs.

## Historique
L’association a été créée, en 1996 sous l’impulsion de deux associations le CAC et le RACE lors du lancement du projet exploratoire Maëlle. Le CAC, Club Aérospatial Cellois créé en 1980, a lancé plus d’une dizaine de fusées expérimentales. Il est affilié au réseau Planète Science. Le RACE, Radio Amateur Club de l’Espace, a réalisé le satellite ARSENE. Ce dernier a été lancé par une Ariane 4 en 1993. Rapidement, l’association a pu d’une part participer à des programmes spatiaux amateurs (P3D, RS17, RS18, RS19, MIR, ISS, IDEFIX) et d’autre part aider de nombreux radioamateurs dans l’expérimentation des liaisons radio par satellites.
En effet, parmi les nombreux moyens de transmission pratiqués par les radioamateurs, figurent les satellites artificiels. Ces derniers sont réalisés soit par des groupes de radioamateurs soit en collaboration avec des écoles, universités et autres institutions. De tels satellites incluent dans leurs charges utiles des transpondeurs ou des balises utilisant les fréquences accordées aux radioamateurs.

## Activités
L’association a structuré son activité autour de 4 grands domaines :
- Réalisation de projets embarqués : cela comprend l'étude et la réalisation de pico-satellites (satellites de poids inférieur à 5 kg), de micro satellites (satellites de poids compris entre 10 et 50 kg) et de charges utiles pour ballons
- Participation aux projets internationaux : elle collabore à des projets spatiaux internationaux tels que la participation aux consortiums ARISS et ARISS-Europe pour la gestion de l’activité radioamateur à bord de la Station Spatiale Internationale, et le soutien aux satellites internationaux tels que Phase 3D et les futurs satellites P3E et P5A.
- Activités scientifiques : ce domaine concerne l’exploration de nouvelles techniques, la réalisation d’expériences originales et l’exploitation de données issues des projets embarqués ou des expériences.

La majorité des projets fait appel à des écoles, des universités et des institutions[réf. nécessaire] parmi lesquels nous pouvons citer:
- projet ARSENE : Supaéro, CNES ;
- projets SPOUTNIK 40 & 41 : Aéro-club de France, Fédération aéronautique de Russie ;
- projet IDEFIX : ARIANE ESPACE, SAFT (Alcatel), ENSMA ;
- projet SATEDU : ENSMA, POLYMECA, ENIB, SUPMECA, ENSMM, Sciences Réunion ;
- projet LIBELLULE : Union pour la propulsion photonique[3], VOYsat.

## Coopération
L’association est membre associé du REF qui délègue la gestion de l’activité radioamateur par satellite à l'AMSAT-France.
Elle est également membre de ARISS Europe et ARISS International.
L'AMSAT-France fait partie du réseau mondial des AMSAT.